# 柳信美
柳信美（1969年12月3日—），台灣宜蘭縣羅東鎮人，外號「阿美姐」，台灣花式撞球運動職業選手，為早期台灣女撞球選手中最具影響力的代表，有「撞球天后」的美譽。1998年參加台灣安麗盃賽事至2010年至今，為歷屆第二位奪冠的台灣選手。 在1999年拿到世錦賽冠軍，成為台灣女子選手裡面第一位成為世界冠軍的選手。2002年再度奪下世錦賽冠軍，也成為台灣第一位奪下二次女子9球世錦賽的選手。2003年世界排名高居第一，2004年即強壓當時實力頂尖的英國選手Allison Fisher奪下安麗盃冠軍。

## 學歷
- 宜蘭縣羅東鎮羅東國民小學
- 宜蘭縣立羅東國民中學
- 國立蘇澳高級海事水產職業學校
- 臺北市立體育學院休閒運動管理學系碩士

## 任教
- 臺北市立體育學院
- 國立臺灣戲曲學院
- 臺北市立民權國民中學

## 經歷
- 2000年和加拿大知名球桿製造商Falcon簽約
- 2002年和強生公司簽約

## 年度總冠軍賽

### 2006女子職業撞球大賽
| 站別     | 冠軍   | 亞軍   | 季軍           |
| 一       | 譚湘玲 | 柳信美 | 周婕妤、賴慧珊 |
| 二       | 譚湘玲 | 柳信美 | 賴慧珊、周婕妤 |
| 總冠軍賽 | 譚湘玲 | 柳信美 | 林沅君、賴慧珊 |

### 2007女子職業撞球大賽
| 站別     | 冠軍        | 亞軍   | 季軍                            |
| 一       | 柳信美      | 賴慧珊 | 林沅君、濱西由希子（ 日本）     |
| 二       | 金佳映（ ） | 柳信美 | 周婕妤、Amit Rubilen（ 菲律賓） |
| 三       | 林沅君      | 林倍君 | 柳信美、賴慧珊                  |
| 總冠軍賽 | 金佳映（ ） | 蔡佩真 | 張舒涵、柳信美                  |

### 2008女子職業撞球大賽
| 站別     | 冠軍   | 亞軍        | 季軍                        |
| 一       | 蔡佩真 | 柳信美      | 范瑞芳、周婕妤              |
| 二       | 周婕妤 | 金佳映（ ） | 柳信美、濱西由希子（ 日本） |
| 三       | 譚湘玲 | 高淑品      | 林沅君、林苗儀              |
| 總冠軍賽 | 周婕妤 | 林沅君      | 蔡佩真、金佳映（ ）         |

### 2009女子職業撞球大賽
| 站別     | 冠軍   | 亞軍   | 季軍                |
| 一站     | 周婕妤 | 蔡佩真 | 金佳映（ ）、張舒涵 |
| 二站     | 林沅君 | 柳信美 | 周婕妤、張舒涵      |
| 三站     | 周婕妤 | 柳信美 | 蔡佩真、張舒涵      |
| 總冠軍賽 | 周婕妤 | 賴慧珊 | 張舒涵、林沅君      |

### 2014女子職業撞球大賽
| 站別 | 冠軍   | 亞軍   | 季軍           |
| 一站 | 林沅君 | 周婕妤 | 柳信美、詹雅庭 |

## 比賽成績
- 1991年中日女子撞球賽冠軍
- 1993年美國紐約14-1女子組公開賽冠軍
- 1996年韓國亞洲盃撞球錦標賽冠軍
- 1996年瑞典世界花式撞球錦標賽季軍並獲頒國光獎章
- 1997年第六屆亞洲花式撞球錦標賽女子組冠軍
- 1998年第31屆大阪全日本女子公開賽冠軍
- 1999年西班牙世界女子花式撞球錦標賽冠軍
- 1999年韓國釜山2000亞運示範賽女子組冠軍
- 1999年世界女子花式撞球錦標賽女子組冠軍
- 2000年第33屆大阪全日本女子公開賽冠軍
- 2001年世界花式撞球錦標賽女子組季軍
- 2001年第34屆大阪全日本女子公開賽冠軍
- 2001年第十屆全國中正盃女子組冠軍
- 2001年安麗盃世界女子花式撞球邀請賽亞軍
- 2001年第十屆亞洲花式撞球錦標賽女子冠軍
- 2002年安麗盃世界女子花式撞球邀請賽季軍
- 2002年總統盃全國撞球錦標賽女子組冠軍
- 2002年世界女子花式撞球錦標賽冠軍
- 2002年世界花式撞球洲際對抗賽季軍-中華A隊
- 2003年達芙妮盃亞洲女子9號球巡迴賽上海站亞軍
- 2003年第十一屆亞洲花式撞球錦標賽女子組冠軍
- 2003年美國BCA公開賽女子組第四名
- 2003年全國運動會撞球項目女子9號球雙打賽金牌
- 2004年安麗盃世界女子花式撞球邀請賽冠軍
- 2005年安麗盃世界女子花式撞球邀請賽第四名
- 2006年安麗盃世界女子花式撞球錦標賽亞軍
- 2006年杜哈亞洲運動會花式撞球女子9號球個人賽金牌
- 2007年全國運動會撞球項目女子組9號球個人賽金牌
- 2007年安麗盃世界女子花式撞球錦標賽並列第5名
- 2008年安麗盃世界女子花式撞球錦標賽並列第9名
- 2009年安麗盃世界女子花式撞球公開賽並列第9名
- 2009年瀋陽WPA世界女子9球錦標賽第5名
- 2009年WPA世界女子10號球錦標賽亞軍
- 2010年安麗盃世界女子花式撞球公開賽16強未晉級
- 2010年廣州亞運女子司諾克6球團體賽銅牌
- 2011年緯來女子職撞大賽第三站冠軍
- 2014年緯來女子職撞大賽第二站冠軍

## 相關著作
- 《台灣阿美：撞球天后柳信美的成長路》；寶佳利文化出版；出版日期：2002年7月5日

## 外部連結
- 柳信美部落格

| 前任： SARS停辦 | 安麗盃世界女子花式撞球邀請賽冠軍 2004年 | 繼任： 艾利森·費雪 |